# Yunga coriacea
Yunga coriacea är en insektsart som först beskrevs av Carl Stål 1864.  Yunga coriacea ingår i släktet Yunga och familjen dvärgstritar. Inga underarter finns listade i Catalogue of Life.